# ويليام فيكري
ولد وليام فيكري في فيكتوريا في كولومبيا البريطانية في عام 1914 تخرج من أكاديميه فيليبس في اندوفر عام 1931 وحصل علي البكالوريوس في الرياضيات من جامعة ييل في عام 1935، ثم تخرج في الاقتصاد في جامعة كولومبيا من 1935 إلى 1937، حصل علي الماجستير ثم عمل في المجلس الوطني لتخطيط الموارد في واشنطن وشعبه ضريبة البحوث في وزارة الخزانة الأمريكية.
منحته جامعة كولومبيا الدكتوراه الاقتصاد في عام 1948 وفي عام 1946 بدأ حياته المهنية كأستاذ في جامعة كولومبيا فمحاضرا في الاقتصاد وأصبح أستاذا في 1958 وكان رئيس قسم الاقتصاد من عام 1964 إلى عام 1967 ودرس مجموعة من الموضوعات أهمها كفاءه تسعير المرافق. في عام 1951، درس أجور النقل في نيويورك لرئيس البلدية في إدارة المسح. في 1950 وضع برنامجا شاملا لإعادة النظام الضريبي اليابان. هو مستشار في الولايات المتحدة والخارج والأمم المتحدة. انتخب في الأكاديميه الوطنية للعلوم في 1992 وعمل رئيسا للرابطة الاقتصادية الأمريكية. كان زميلا في جمعية الاقتصاد وحصل على درجة الشرف من جامعة شيكاغو عام 1979. كان عضوا مؤسسا للضرائب والموارد والتنمية الاقتصادية، وكان عضوا في العديد من المنظمات المهنية والمدنيه ومؤيدا نشطا لمنظمات تعزيز السلام العالمي. ينتمي إلى جمعية الاصدقاء الدينية. في عام 1994 توفي في 11 تشرين الأول 1996.

## روابط خارجية
- ويليام فيكري على موقع الموسوعة البريطانية (الإنجليزية)
- ويليام فيكري على موقع مونزينجر (الألمانية)
- ويليام فيكري على موقع إن إن دي بي (الإنجليزية)